# Protosticta damacornu
Protosticta damacornu är en trollsländeart som beskrevs av Terzani och Carletti 1998. Protosticta damacornu ingår i släktet Protosticta och familjen Platystictidae. Inga underarter finns listade i Catalogue of Life.